# 大桥站 (长图铁路)
大桥站是位于吉林省延边朝鲜族自治州敦化市大桥乡的一个铁路车站，有长图铁路经过该站，车站及其上下行区间均未电气化，车站距离长春站351公里。车站隶属中国铁路沈阳局集团延吉车务段，是三等站，仅办理货运和列车会让业务，以运输粮食、散堆装为主，集装箱等货物为辅。
车站建于1932年。在长珲城际铁路建设过程中，车站承接了原敦化站的货运业务，新建大桥货场和3305专用线。车站货场占地面积6.37万平方米，设有3条货物线；3305专用线通往融通3305工厂，曾经为解放军兵工厂。车站另设有通往中石油敦化油库、敦化市农业生产资料有限公司、汪清北方水泥和长白山森工集团敦化林业的专用线。